# Liste der Landräte des Landkreises Starnberg
Die Liste der Landräte des Landkreises Starnberg gibt einen Überblick über die Bezirksamtmänner und Landräte des oberbayerischen Landkreises Starnberg.

## Landräte
| Landräte | Landräte                              | Partei | Partei    | Amtszeit / Amt                                                      |
| -------- | ------------------------------------- | ------ | --------- | ------------------------------------------------------------------- |
|          | Sigmund von Hartlieb genannt Walsporn |        |           | 2. Oktober 1902 – 30. September 1905 Bezirksamtmann                 |
|          | Wilhelm Freiherr von Stengel          |        |           | 1. Oktober 1905 – 31. August 1925 Bezirksamtmann                    |
|          | Eduard Weiß                           |        |           | 1. September 1925 – 3. März 1933 Bezirksoberamtmann                 |
|          | Johann Mang                           |        |           | 1. Juni 1933 – 30. Juni 1933 Bezirksoberamtmann                     |
|          | Richard Schnetzer                     |        |           | 1. April 1933 – 14. Dezember 1933 Bezirksamtmann                    |
|          | Albert Hastreiter                     |        |           | 15. Dezember 1933 – 20. Juni 1942 Bezirksamtmann (ab 1939: Landrat) |
|          | Max Irlinger                          |        |           | 20. Juni 1942 – 15. Januar 1943 Landrat                             |
|          | Theobald Graf Khuen                   |        |           | 15. Januar 1943 – 31. Dezember 1943 Landrat                         |
|          | Rudolf Kerler                         |        |           | 2. Januar 1944 – 21. November 1944 Landrat                          |
|          | Max Irlinger                          |        |           | 22. November 1944 – 8. Mai 1945 Landrat                             |
|          | Martin Dresse                         |        |           | 9. Mai 1945 – 21. Oktober 1945 Landrat                              |
|          | Erckhinger von Schwerin               |        |           | 22. Oktober 1945 – 1. Juni 1948 Landrat                             |
|          | Max Irlinger                          |        | parteilos | 4. Juni 1948 – 5. April 1969 Landrat                                |
|          | Rudolf Widmann                        |        | FDP       | 19. Juni 1969 – 30. April 1996 Landrat                              |
|          | Heinrich Frey                         |        | CSU       | 1. Mai 1996 – 30. April 2008 Landrat                                |
|          | Karl Roth                             |        | CSU       | 1. Mai 2008 – 30. April 2020 Landrat                                |
|          | Stefan Frey                           |        | CSU       | ab 1. Mai 2020                                                      |